# Baltasar Garzón
Baltasar Garzón Real (Torres, 26 ottobre 1955) è un giurista spagnolo di fama internazionale.
Era giudice titolare del Juzgado Central de Instrucción numero 5 sino all'interdizione dalla professione di magistrato, comminatagli nel febbraio 2012 per avere effettuato intercettazioni illegali.

## Biografia
Laureato in Diritto presso l'Università di Siviglia nel 1979, prima di terminare gli studi, svolse svariate occupazioni come muratore, cameriere e assistette il padre in un distributore di benzina.
Superò l'esame di stato per diventare giudice nel 1981. Fu dapprima assegnato a Valverde del Camino, in seguito fu spostato alla Corte di prima istanza e istruzione di Villacarrillo. Nel 1983 raggiunse la carica di magistrato, essendo stato destinato alla Corte di prima istanza e istruzione numero 3 di Almería. Nel 1987 fu nominato ispettore delegato per Andalusia del Consiglio Generale del Potere Giudiziario e nel 1988 prese possesso come magistrato della Corte di istruzione numero 5 dell'Audiencia Nacional. È stato inoltre professore di Diritto Penale nell'Università Complutense di Madrid. Baltasar Garzón è sposato e padre di tre figli.
Il suo nome venne alla ribalta delle cronache internazionali quando spiccò un mandato di arresto nei confronti dell'ex-dittatore cileno Augusto Pinochet, per la morte e la tortura di alcuni cittadini spagnoli durante il suo mandato e per crimini contro l'umanità, basandosi sulla relazione della Commissione Cilena della Verità (1990-1991), e per il caso Carovana della morte, istruito in Cile dal giudice Juan Guzmán Tapia.
Fra le altre inchieste cui ha atteso figurano quelle riguardanti l'ETA (soprattutto contro il braccio politico fuorilegge Batasuna), i finanziamenti ai partiti politici in Spagna e presunti fatti illeciti intorno al canale televisivo spagnolo Telecinco. Garzón ha anche svolto indagini sul terrorismo mediorientale ed è stato, per una legislatura, deputato del PSOE (lo stesso che poi fu al centro delle sue indagini); per lui era stato ventilato anche un ruolo come ministro della Giustizia.
Fra i casi di rilievo internazionale, ha più volte espresso il desiderio di sottoporre a giudizio l'ex segretario di Stato USA Henry Kissinger, in relazione all'instaurazione delle dittature degli anni settanta in America Latina, la cosiddetta Operazione Condor. Nell'aprile 2001 ha chiesto al Consiglio d'Europa di rimuovere l'immunità di cui gode il presidente del consiglio italiano Silvio Berlusconi, in quanto membro del Consiglio dei Ministri, ma la richiesta è stata respinta. Nel 2002 ha aperto un'inchiesta su Telecinco, contestando a Berlusconi i reati di evasione fiscale, falso in bilancio, frode, violazione della legge Antitrust, riferiti agli anni tra il 1989 e il 1997, procedimento conclusosi undici anni dopo con l'assoluzione in Cassazione.
Nel dicembre del 2001, Garzón mise in moto un'indagine sui conti all'estero della seconda banca spagnola, la BBVA, per supposti reati di riciclaggio di denaro. Nel gennaio del 2003, il magistrato criticò profondamente il governo degli Stati Uniti a causa della detenzione di sospettati di al-Qāʿida nella baia di Guantánamo, Cuba. Inoltre mosse una intensa campagna contro l'invasione dell'Iraq del 2003. Fu anche colui che emise il mandato di arresto internazionale contro Osama bin Laden, capo presunto della rete terroristica al-Qāʿida. Garzón ha portato avanti processi contro 5 detenuti nella Baia di Guantánamo, fra cui lo spagnolo Abderrahman Ahmad, estradato in Spagna il 14 febbraio 2004.
Garzón ha portato avanti molti processi contro militari dell'Argentina per la scomparsa di cittadini spagnoli durante la dittatura militare del 1976-1983. Alla fine sono stati processati Adolfo Scilingo e Miguel Angel Cavallo. Il 19 aprile 2005 Scilingo è stato condannato a 640 anni di detenzione dall'Audiencia Nacional.
Il 26 luglio 2008 ha fatto arrestare Oscar Alfonso Podlech Michaud (ex Pubblico Ministero di Cautín e gerente del carcere di Temuco ai tempi del golpe del generale Augusto Pinochet), colpito da mandato di cattura internazionale emesso dal PM romano Giancarlo Capalbo. Immediatamente estradato in Italia, Podlech venne messo sotto processo a Roma per l'arresto, tortura e sparizione nel 1973 di Omar Roberto Venturelli Leonelli (già sacerdote italo-cileno sospeso dal sacerdozio a divinis per il proprio impegno a difesa degli indios), dirigente dei Cristiani per il Socialismo e professore di Pedagogia all'Università cattolica di Temuco. L'11 luglio 2011 la Corte d'Assise di Roma assolse Podlech Michaud dall'accusa di omicidio per non aver commesso il fatto.
Dal settembre del 2008 Garzón raccolse informazioni dal governo, dalla Conferenza Episcopale e da varie giunte comunali al fine di elaborare una lista approssimativa dei fucilati, desaparecidos e sepolti in fosse comuni a partire dal colpo di Stato franchista del 18 luglio 1936. Il 16 ottobre 2008, si dichiarò competente per investigare sulle sparizioni registrate durante la guerra civile spagnola e i primi anni della dittatura militare di Franco, e ordinò l'apertura di 19 fosse comuni disseminate in tutto il paese, tra cui quella in cui si suppone fosse stato sepolto il poeta Federico García Lorca. Nonostante ciò, il 16 novembre 2008, Garzón decise di ritirarsi dal caso. Il giudice spiegò che la decisione fu presa dal momento che non esistono responsabili ancora in vita contro i quali dirigere un'azione penale, anche se aggiunse che i reati permangono e non possono cadere in prescrizione. Garzón disse che da quel momento in poi il caso è di competenza delle corti provinciali nelle quali sono state trovate le fosse.
La sua inchiesta sui finanziamenti ai partiti politici, la cosiddetta "tangentopoli iberica", ha portato alla scoperta del caso Gurtel su casi di corruzione di membri del Partito Popolare (Spagna), tra cui il suo leader Mariano Rajoy e all'apertura di un processo.
Nel marzo 2009 è stato ufficialmente indagato per una presunta evasione fiscale e deve rispondere al Consiglio generale del potere giudiziario spagnolo di una somma di 200.000 US$ non dichiarati nell'anno fiscale 2005-2006 relativi ad un compenso che ha ricevuto per un ciclo di lezioni impartite agli studenti di Legge della New York University. Rischia la sospensione per tre anni. Il 9 febbraio 2012 venne interdetto dal servizio per 11 anni per avere effettuato intercettazioni illegali nel caso Gurtel. Il 25 luglio 2012 decide di assumere la difesa legale di Julian Assange.

## Carriera politica
Nel 1993, dopo vari contatti con membri rilevanti del PSOE come José Bono e Felipe González (il quale fu presentato a Garzón dal primo), Garzón prese la decisione di aprire una parentesi nella sua carriera giudiziaria e scendere in politica con l'intenzione di mettere fine alla corruzione, che sembrava essersi installata sotto il mantello del governo socialista. Il suo desiderio di vedersi libero da legami di partito e di vedersi solamente dipendente da chi egli considerava al tempo il principale promotore di questo desiderio di rigenerazione democratica (Felipe González), per alcuni, o la sua ambizione per altri, lo portarono a richiedere la sua inclusione nelle liste per le elezioni generali del 1993 come numero due per Madrid, giusto dopo il presidente González.
In seguito alla vittoria elettorale del 1993, fu dichiarato capo di un rafforzato Piano nazionale contro le droghe. Nonostante ciò e al fatto di essere il numero due del ministro dell'interno, dopo aver constatato la poca predisposizione della "cupola" socialista nel prendere misure energiche contro la corruzione, abbandonò la politica poco dopo che Juan Alberto Belloch si mise a capo della fusione tra il Ministero dell'Interno e quello della Giustizia.

## Garzón nel cinema
- Nel film GAL l'attore Pedro Mari Sánchez interpreta il giudice Serna, personaggio ispirato a Garzón, anche se il regista del film Miguel Courtois non volle menzionarlo esplicitamente.

## Opere
- Nel 2002 pubblicò il suo primo libro Racconto di Natale: un mondo diverso è possibile per Ediciones de la Tierra; è un'opera che unisce il pensiero di Baltasar Garzón Real nei diritti umani, la giustizia universale e la Corte penale internazionale, il terrorismo, i fondamentalismi religiosi, l'immigrazione, i diritti dei popoli indigeni.
- Nel febbraio del 2005 pubblicò il suo secondo libro, Un mondo senza paura per Plaza & Janes, S.A. y Debolsillo, nel quale racconta in forma di riflessione i punti più salienti e polemici dei suoi diciassette anni come giudice nella lotta contro il terrorismo, il crimine organizzato, e l'impunità. Esprime inoltre la sua opinione circa temi di attualità e rivela documenti (di rilevanza sia nazionale che internazionale) fino ad allora sconosciuti. Molto emozionante il racconto delle esperienze vissute accanto alla sua compagna, Carmen Tagle. Il libro ha creato polemiche e ricevuto denunce, soprattutto da parte della destra spagnola, e addirittura César Vidal ha chiesto formalmente al giudice di lasciare la magistratura.
- Nel giugno del 2005 è stato pubblicato il libro E se mio figlio si droga? Chiavi pratiche per prevenire, sapere e agire per Begoña del Pueyo, Alejandro Perales, Editorial Grijalbo. Con l'introduzione di Luis del Olmo e prologo di Baltasar Garzón.

Oltre a questi libri, ci sono altre distinte opere su Garzón, la cui autrice è la conosciuta giornalista Pilar Urbano. Il titolo è: Garzón: L'uomo che vedeva albeggiare. Biografia autorizzata e motivo di scandalo dal momento che in questa si rivelano segreti di stato.
- Cuento de Navidad: es posible un mundo diferente (Racconto di Natale: è possibile un mondo differente), Ediciones de la Tierra (2002)
- Un mundo sin miedo (Un mondo senza paura), Plaza & Janes, S.A. e Debolsillo, febbraio 2005
- Prologo di ¿Y si mi hijo se droga? Claves prácticas para prevenir, saber y actuar (" E se mio figlio si droga? Chiavi pratiche per prevenire, sapere ed agire") Begoña del Pueyo, Alejandro Perales, Editorial Grijalbo, giugno 2005
- La lucha contra el terrorismo y sus límites (La lotta contro il terrorismo ed i suoi limiti), Adhara Publicaciones, S.L., febbraio 2006.